# Coteaux de Thézac et de Montayral
Coteaux de Thézac et de Montayral este o arie protejată (sit de importanță comunitară — SCI) din Franța întinsă pe o suprafață de 434 ha, integral pe uscat.

## Localizare
Centrul sitului Coteaux de Thézac et de Montayral este situat la coordonatele 44°27′13″N 0°59′35″E / 44.45348°N 0.99317°E.

## Înființare
Situl Coteaux de Thézac et de Montayral a fost declarat arie specială de conservare în baza directivei 92/43 din 1992 referitoare la conservarea habitatelor naturale și a faunei și florei sălbatice pentru a proteja 1 specie de animale.

## Biodiversitate
Situată în ecoregiunea atlantică, aria protejată conține 7 habitate naturale: Formațiuni de Juniperus communis pe lande sau pajiști calcaroase, Pajiști carstice calcaroase sau bazofile, de Alysso-Sedion albi, Fânețe de joasă altitudine (Alopecurus pratensis, Sanguisorba officinalis), Lespezi calcaroase, Păduri aluvionare cu Alnus glutinosa și Fraxinus excelsior (Alno-Padion, Alnion incanae, Salicion albae), Pajiști uscate seminaturale și facies de acoperire cu tufișuri pe substraturi calcaroase (Festuco-Brometalia) (* situri importante pentru orhidee), Grohotișuri termofile și vest-mediteraneene.
La baza desemnării sitului se află o specie protejată de  nevertebrate: Euplagia quadripunctaria.
Pe lângă speciile protejate, pe teritoriul sitului au mai fost identificate 10 specii de plante, 2 specii de amfibieni, 3 specii de reptile.